# Rubensstraße 7 (München)

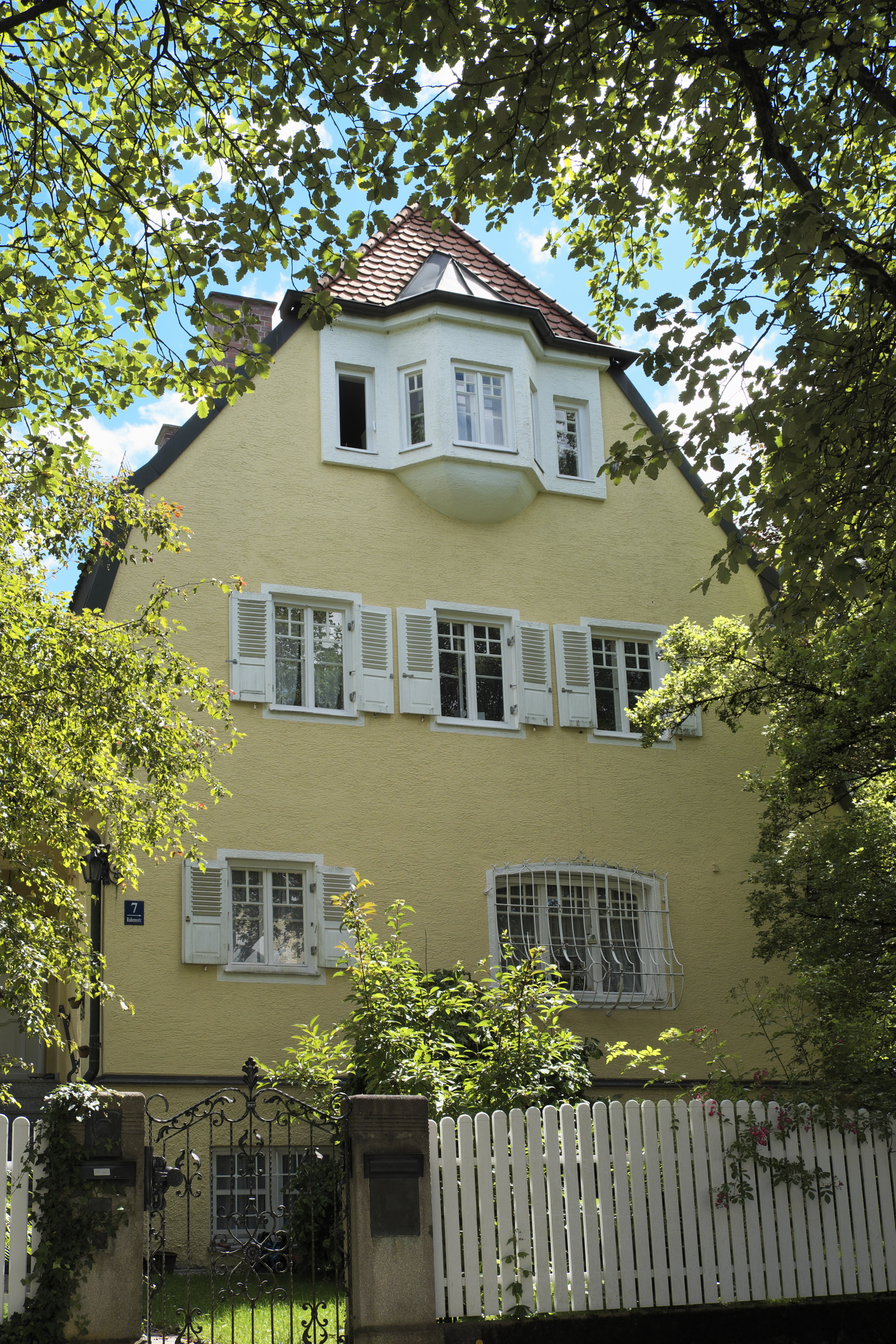
Haus Rubensstraß 7 in Obermenzing

Das Wohnhaus Rubensstraße 7 im Stadtteil Obermenzing der bayerischen Landeshauptstadt München wurde um 1912 errichtet. Die Villa an der Rubensstraße ist ein geschütztes Baudenkmal.
Die Villa im Heimatstil wurde nach den Plänen des Architekten Johann Schalk errichtet, der auch das Haus Barystraße 3 der Villenkolonie Pasing II entwarf. Das Haus mit tief herabgezogenem Mansarddach, Krüppelwalm und Fenstererker im oberen Dachgeschoss gehört zur zweiten Generation der Häuser in der Villenkolonie, die vom Jugendstil geprägt wurde.